# 大歳山遺跡公園
大歳山遺跡公園（おおとしやまいせきこうえん）は兵庫県神戸市垂水区にある大歳山遺跡を主体とする公園。遺跡自体は2012年（平成24年）2月29日に神戸市指定史跡に指定されている。

## 概要
大歳山遺跡は、もともと、山田川近くにあったとされる大歳神を祀る大歳神社があったために、大歳山と呼ばれていた地である。
直良信夫の発掘調査により縄文時代の土器が出土した。この土器は、縄文時代前期の土器（大歳山式）の標式遺跡として知られる。また、旧石器時代から縄文時代・弥生時代にかけて、長期にわたり人々が生活の場としていたと推定される複合遺跡である。
公園内には、1972年に復元された弥生時代の竪穴建物と、大歳山2号墳と名付けられた全長37メートルの古墳時代後期（6世紀頃）の前方後円墳が復元・整備されている。大歳山1号墳は、住宅開発で埋もれてしまい、詳細は不明。弥生時代後期の集落と大歳山2号墳を含む遺跡の中心部を神戸市が買い取り、1974年（昭和49年）に遺跡公園として開園した。出土した土器は、西神ニュータウンにある神戸市埋蔵文化センターで展示されている。また、周りは開発によって大歳山が削られて遺跡が高台になっていることから明石海峡大橋を望むビューポイントとしてカメラマン等が訪れる。遺跡は、2012年（平成24年）2月29日に神戸市指定史跡に指定されている。

## 主な出土遺物

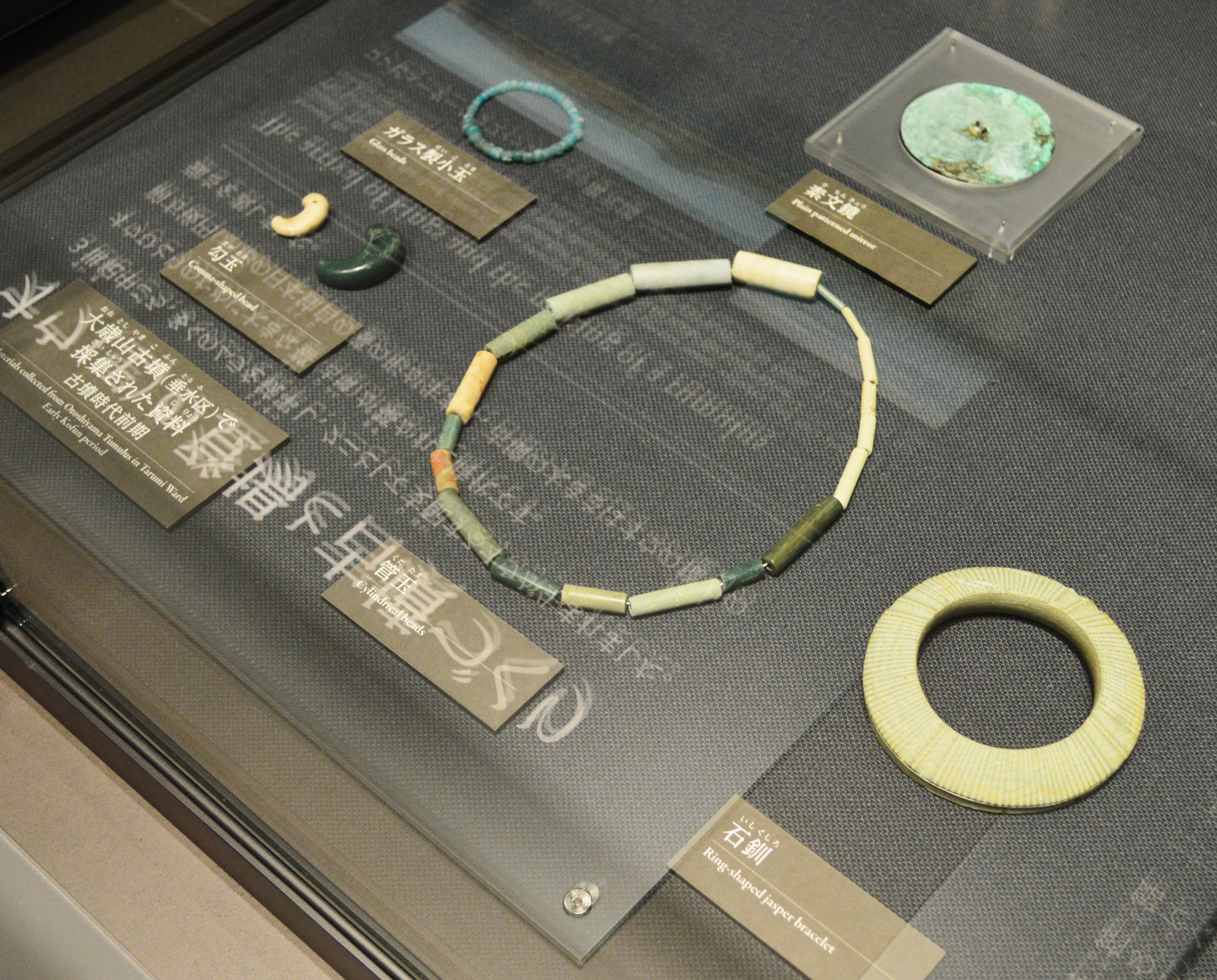
大歳山古墳出土品
神戸市立博物館展示。

- 石器
- 土器
- 竪穴建物 - 焼け跡
- 前方後円墳 - 約37メートル
- 円墳

## 所在地
- 兵庫県神戸市垂水区西舞子4丁目

## 交通アクセス
- 山陽電鉄 西舞子駅 徒歩15分
- 近くに駐車場はない。

## 周辺情報
- マリンピア神戸
- 五色塚古墳
- 小壷古墳
- 舞子公園
- 明石市立文化博物館
- 明石市立天文科学館
- 海神社
- ジェームス山

## ギャラリー

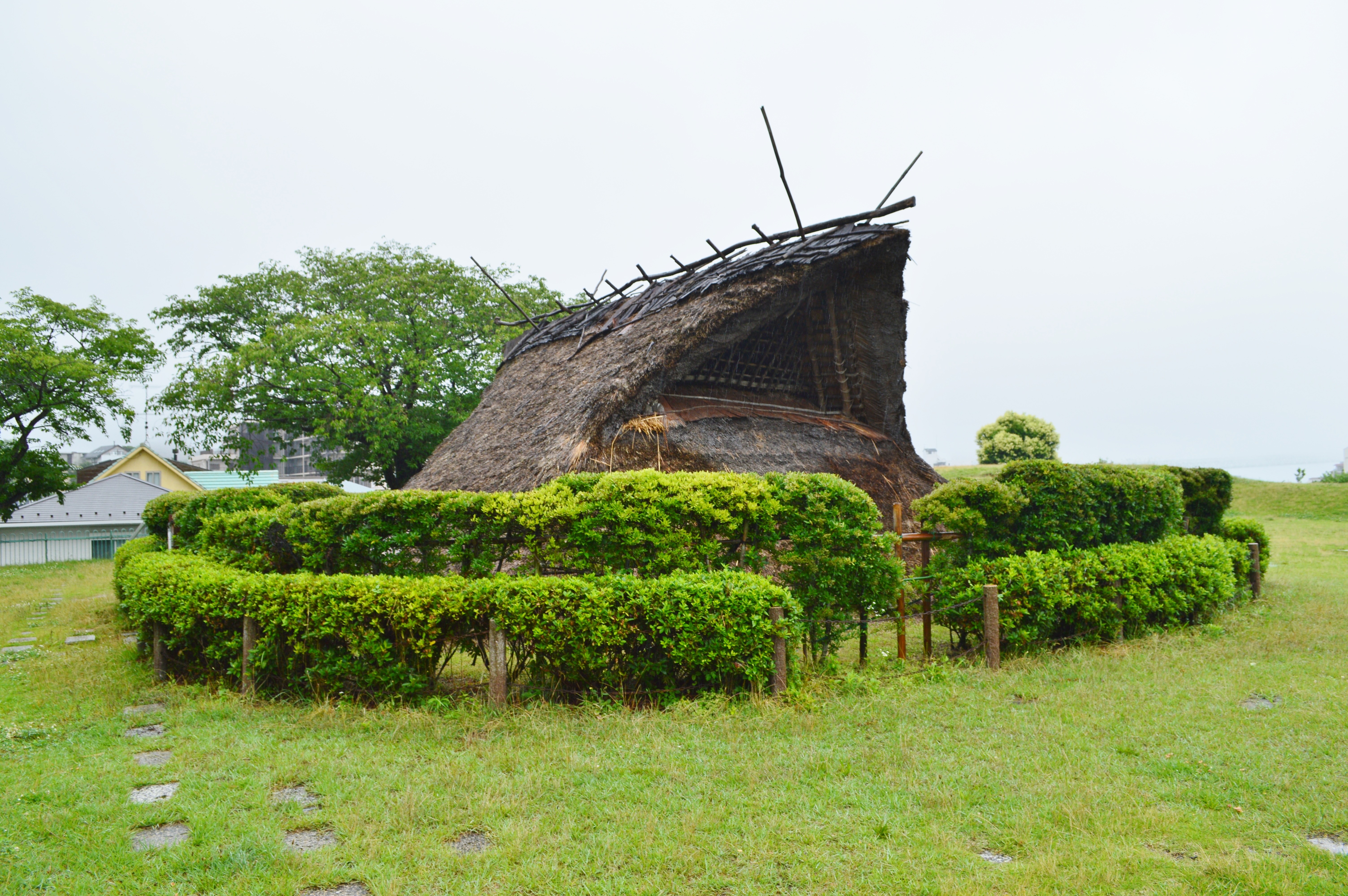
復元竪穴建物
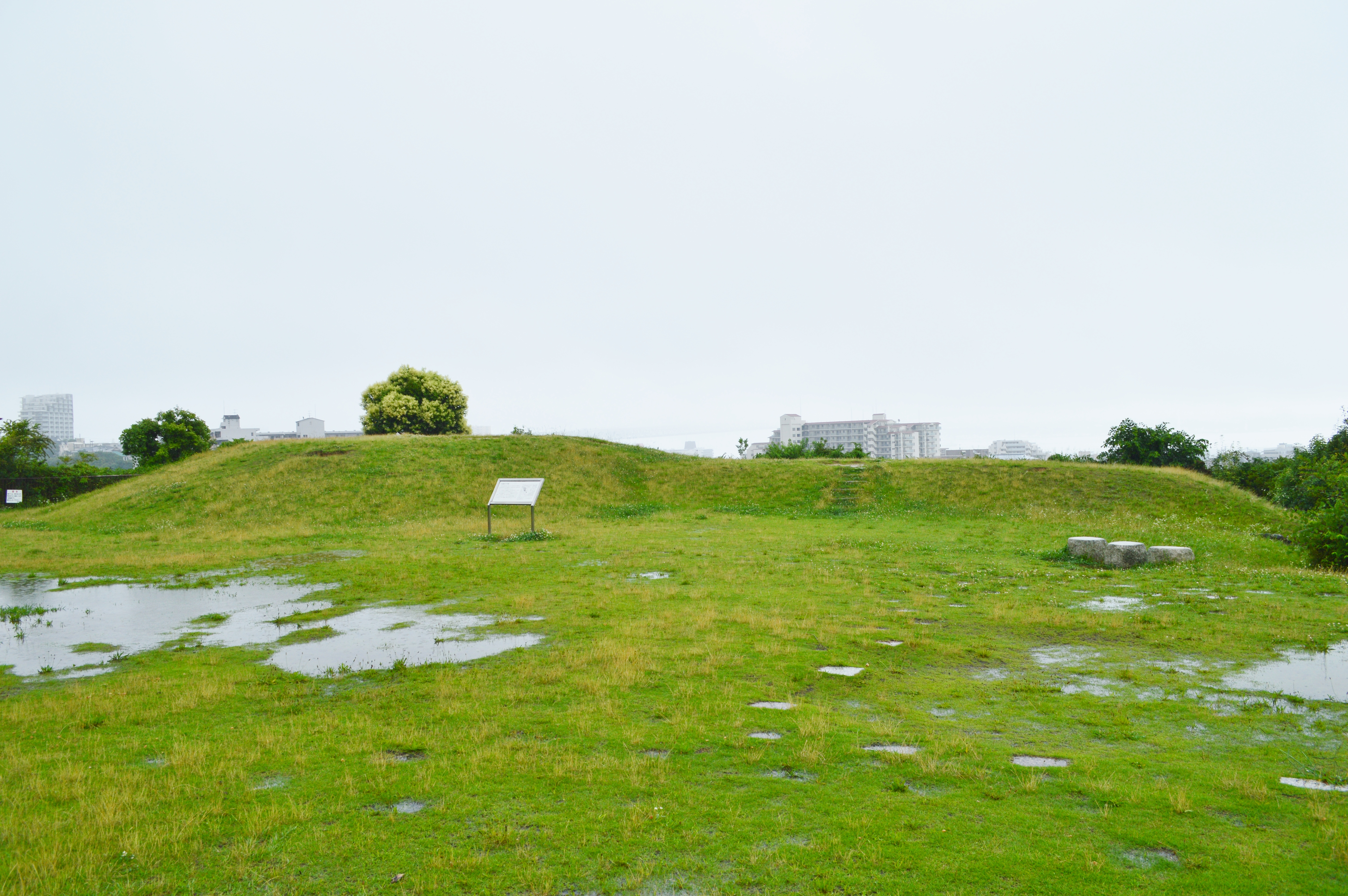
大歳山2号墳
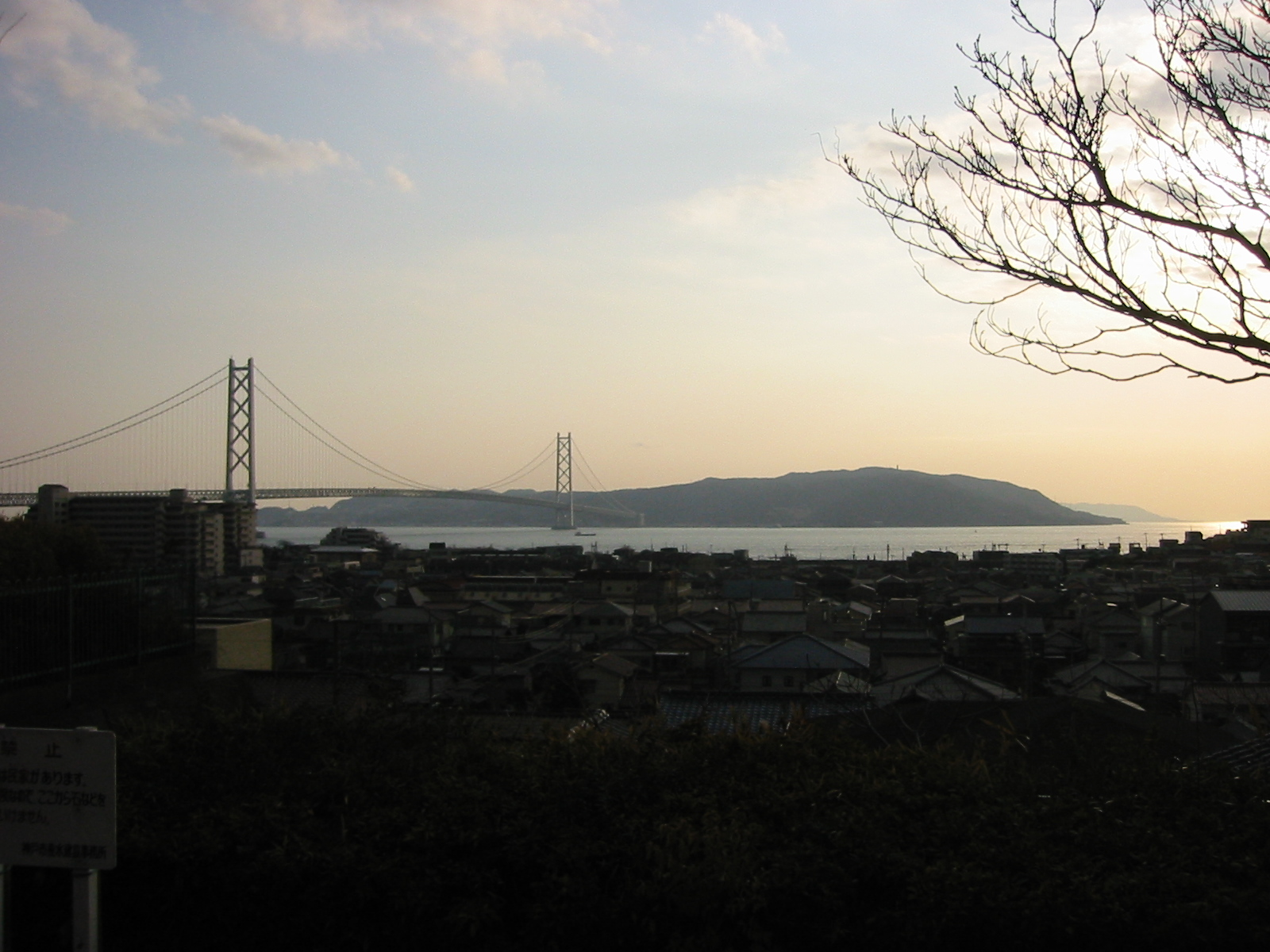
公園から望む明石海峡大橋